# Trastorn bipolar del tipus I
El trastorn bipolar del tipus I és una malaltia mental que produeix en la persona cicles alterns d'eufòria i depressió molt acusats i amb presència d'estats de mania que poden incloure al·lucinacions. Es considera la variant més severa del trastorn bipolar i s'oposa tant al trastorn bipolar del tipus II com a la ciclotímia. Els períodes d'estabilitat es denominen eutímia i poden perllongar-se molt si es controla de manera adequada la medicació.

## Criteris de diagnòstic
La persona per ser diagnosticada amb aquest trastorn ha d'haver patit episodis de manies, estats de depressió clínica i estats d'agitació elevada que no puguin ser atribuïts a l'esquizofrènia o altres malalties. Durant la fase de pujada o eufòria, s'experimenta una energia inusual, conductes potencialment temeràries i alteració de la parla o dels moviments. Poden produir-se pensaments messiànics. Durant la fase depressiva, sobrevé una enorme tristesa, baixada d'autoestima, sentiment de culpa no justificat, apatia i alteracions en el son. Cal experimentar aquestes alternances de forma continuada o severa, no atribuïble a estats d'ànim puntuals. Els deliris esporàdics són un criteri addicional de diagnòstic.
Existeixen subtipus del trastorn que consideren la rapidesa en l'alteració de l'humor, la presència o no d'ansietat i atacs de pànic o la influència de factors estacional. En els homes el primer episodis sol ser d'hipertímia o eufòria i en les dones, una fase depressiva. Des de la primera crisi fins als següents episodis pot passar un temps relativament llarg. Una dificultat afegida a aquesta latència és que un 64% dels afectats presenten trets depressius a la fase maníaca, fet que pot camuflar la malaltia com una depressió clínica.

## Tractament
El tractament per al trastorn bipolar del tipus I es basa en una medicació que controla les fluctuacions en els estats anímics, amb rutines de control a l'hora de menjar i dormir. La teràpia psicològica ajuda a reconduir les conductes i percepcions durant les diferents fases.
Alguns dels components més freqüents de la medicació prescrita són el liti, àcid valproic i els fàrmacs lamotrigina, quetiapina i risperidona. Els antidepressius ordinaris poden tenir efectes no desitjats com l'increment de tendències suïcides entre els afectats.

## Causes
Es considera que la principal causa del trastorn és endògena (amb predisposició genètica a patir-lo) i suposa un desequilibri en els neurotransmissors del cervell. Tanmateix, encara no hi ha estudis concloents sobre els factors últims que el susciten. Aspectes ambientals (com canvis hormonals o episodis d'alteració psicològica) o el consum de drogues pot fer desencadenar el trastorn latent.
Se sol donar entre persones adultes, si bé s'han diagnosticat casos entre infants i adolescents. En aquests casos la simptomatologia aparent pot ser propera al trastorn per dèficit d'atenció amb hiperactivitat.